# 岐阜連隊区
岐阜連隊区（ぎふれんたいく）は、大日本帝国陸軍の連隊区の一つ。前身は岐阜大隊区である。当初は岐阜県の一部、後に同県全域の徴兵・召集等兵事事務を取り扱った。愛知県の一部を管轄した時期もあった。実務は岐阜連隊区司令部が執行した。1945年（昭和20年）、同域に岐阜地区司令部が設けられ、地域防衛体制を担任した。

## 沿革
1888年（明治21年）5月14日、大隊区司令部条例（明治21年勅令第29号）によって岐阜大隊区が設けられ、陸軍管区表（明治21年勅令第32号）により岐阜県・愛知県の一部が管轄区域に定められた。第3師管第6旅管に属した。この時、岐阜県の残り区域は富山大隊区・福井大隊区に属していた。
1896年（明治29年）4月1日、福井大隊区は連隊区司令部条例（明治29年勅令第56号）によって連隊区に改組され、旅管が廃止となり第9師管に属した。
1903年（明治36年）2月14日、改正された「陸軍管区表」（明治36年勅令第13号）が公布となり、再び旅管が採用され連隊区は第9師管第18旅管に属した。
日本陸軍の内地19個師団体制に対応するため陸軍管区表が改正（明治40年9月17日軍令陸第3号）され、1907年（明治40年）10月1日、第3師管第5旅管の所属となり、管轄区域の大幅な変更が実施された。
1925年（大正14年）4月6日、日本陸軍の第三次軍備整理に伴い陸軍管区表が改正（大正14年軍令陸第2号）され、同年5月1日、旅管は廃され引き続き第3師管の所属となった。
1940年（昭和15年）8月1日、岐阜連隊区は中部軍管区名古屋師管に属することとなった。1941年（昭和16年）4月1日、管轄区域が変更され、岐阜県全域の管轄となった。
1945年2月11日、名古屋師管は新設の東海軍管区に所属が変更された。同年には作戦と軍政の分離が進められ、軍管区・師管区に司令部が設けられたのに伴い、同年3月24日、連隊区の同域に地区司令部が設けられた。地区司令部の司令官以下要員は連隊区司令部人員の兼任である。同年4月1日、名古屋師管は名古屋師管区と改称された。

## 管轄区域の変遷
1888年5月14日、陸軍管区表（明治21年勅令第32号）が制定され、岐阜大隊区の管轄区域が次のとおり定められた。
- 岐阜県

厚見郡・各務郡・方県郡・羽栗郡・中島郡・武儀郡・郡上郡・加茂郡・可児郡・土岐郡・恵那郡
- 愛知県

西春日井郡・東春日井郡・丹羽郡・中島郡・葉栗郡
1896年4月1日、連隊区へ改組された際に、管轄区域内では岐阜市が市政に移行し郡から独立した。また、郡制施行による郡の統廃合により、1897年4月1日、岐阜県区域の厚見郡・各務郡・方県郡が合併し稲葉郡に、羽栗郡・中島郡が合併し羽島郡と変更された。変更後の管轄区域は以下のとおり。
- 岐阜県

岐阜市・稲葉郡・羽島郡・武儀郡・郡上郡・加茂郡・可児郡・土岐郡・恵那郡
- 愛知県

西春日井郡・東春日井郡・丹羽郡・中島郡・葉栗郡
1898年（明治31年）4月1日、管轄区域が次のとおり変更された。岐阜県区域は大野郡・益田郡・吉城郡を富山連隊区から、安八郡を鯖江連隊区から編入した。また、愛知県区域を名古屋連隊区へ移管した。
- 岐阜県

岐阜市・稲葉郡・羽島郡・武儀郡・郡上郡・大野郡・益田郡・吉城郡・加茂郡・可児郡・土岐郡・恵那郡・安八郡
1907年10月1日、桑名連隊区などが新設されたことに伴い、管轄区域が陸軍管区表（明治40年9月17日軍令陸第3号）により次のとおり定められた。岐阜県区域は山県郡・本巣郡・揖斐郡を鯖江連隊区から編入し、羽島郡・安八郡を桑名連隊区へ、土岐郡を名古屋連隊区へ、恵那郡を飯田連隊区へ、大野郡・益田郡・吉城郡を富山連隊区へそれぞれ移管した。愛知県区域は名古屋連隊区から編入した。
- 岐阜県

岐阜市・郡上郡・加茂郡・可児郡・武儀郡・山県郡・稲葉郡・本巣郡・揖斐郡
- 愛知県

丹羽郡・葉栗郡
1920年（大正9年）8月10日、管轄区域が次のとおり変更された。岐阜県区域は大垣市・羽島郡・安八郡を桑名連隊区から、土岐郡を名古屋連隊区から編入した。また、愛知県区域を桑名連隊区へ移管した。
- 岐阜県

岐阜市・大垣市・稲葉郡・本巣郡・山県郡・武儀郡・羽島郡・郡上郡・加茂郡・可児郡・土岐郡・揖斐郡・安八郡
1925年5月1日、管轄区域が次のとおり変更された。大垣市・揖斐郡・安八郡を敦賀連隊区へ移管し、廃止された旧飯田連隊区から恵那郡を編入した。
- 岐阜県

岐阜市・稲葉郡・本巣郡・山県郡・武儀郡・羽島郡・郡上郡・加茂郡・可児郡・土岐郡・恵那郡
1941年（昭和16年）4月1日、富山連隊区から高山市・吉城郡・益田郡・大野郡を、敦賀連隊区から大垣市・安八郡・海津郡・揖斐郡・不破郡・養老郡を編入して、管轄区域が岐阜県全域となり、廃止されるまで変更はなかった。

## 司令官
| 代         | 氏名       | 階級       | 在任期間               | 出身校・期 | 前職                               | 後職                          | 備考             |
| 岐阜大隊区 | 岐阜大隊区 | 岐阜大隊区 | 岐阜大隊区             | 岐阜大隊区 | 岐阜大隊区                         | 岐阜大隊区                    |                  |
| ---------- | ---------- | ---------- | ---------------------- | ---------- | ---------------------------------- | ----------------------------- | ---------------- |
| 心得       | 手島孝基   | 歩兵大尉   | 1888.5.14 - 1889.12.26 |            | 名古屋鎮台後備軍司令部副官         | 死亡                          |                  |
| 心得       | 石川浪彦   | 歩兵大尉   | 1890.2.25 - 1891.9.16  |            | 歩兵第18連隊中隊長                 | 予備役                        |                  |
| 心得       | 粟屋信友   | 歩兵大尉   | 1891.9.16 - 1894.4.1   |            | 歩兵第7連隊中隊長                  | 後備役                        |                  |
| 1          | 中谷直温   | 歩兵少佐   | 1894.4.2 - 1895.9.28   |            | 歩兵第18連隊第3大隊長              | 静岡大隊区司令官              |                  |
| 2          | 久芳光直   | 歩兵少佐   | 1895.9.28 - 1896.3.12  |            | 富山大隊区司令官                   | 台湾守備歩兵 第3連隊第2大隊長 |                  |
| 3          | 蘆原甫     | 歩兵少佐   | 1896.3.18 - 1896.4.1   | 京都府     | 静岡大隊区司令部附                 | 岐阜連隊区司令官              |                  |
| 岐阜連隊区 |            |            |                        |            |                                    |                               |                  |
| 1          | 蘆原甫     | 歩兵少佐   | 1896.4.1 - 1897.3.29   | 京都府     | 岐阜大隊区司令官                   | 歩兵第19連隊第1大隊長         |                  |
| 2          | 徳田誠一   | 歩兵少佐   | 1897.3.29 - 1901.2.22  |            | 歩兵第7連隊第2大隊長               | 休職                          |                  |
| 3          | 松島貞祥   | 歩兵少佐   | 1901.2.22 - 1902.11.1  |            | 歩兵第36連隊第3大隊長              | 待命                          |                  |
| 4          | 高木常之助 | 歩兵少佐   | 1902.11.1 - 1904.3.10  | 陸士旧5期  | 歩兵第19連隊大隊長                 | 歩兵第15連隊附                |                  |
| 5          | 小野政治   | 歩兵少佐   | 1904.3.27 - 1905.12.6  | 陸士旧9期  | 歩兵第19連隊附                     | 富山連隊区司令官              |                  |
| 6          | 木内梧楼   | 歩兵中佐   | 1906.4.2 - 1908.12.21  | 陸士期     | 由良要塞司令部附                   | 予備役                        |                  |
| 7          | 山村梓     | 歩兵少佐   | 1908.12.21 - 1912.3.9  | 陸士4期    | 歩兵第51連隊大隊長                 | 歩兵第68連隊附                |                  |
| 8          | 竹内儀平   | 歩兵中佐   | 1912.3.9 - 1915.11.6   | 陸士3期    | 歩兵第6連隊附                      | 歩兵第34連隊長                |                  |
| 9          | 宮本雅之助 | 歩兵中佐   | 1915.11.6 - 1917.6.14  | 陸士3期    | 台湾歩兵第2連隊附                  | 待命                          |                  |
| 10         | 卯木菊之助 | 歩兵中佐   | 1917.6.14 - 1918.7.24  |            | 歩兵第8連隊附                      | 待命                          |                  |
| 11         | 多田庫雄   | 歩兵中佐   | 1918.7.24 - 1921.7.20  | 陸士7期    | 歩兵第57連隊附                     | 歩兵第13連隊長                |                  |
| 12         | 椋田外彌   | 歩兵大佐   | 1921.7.20 - 1923.3.17  | 陸士8期    |                                    |                               |                  |
| 13         | 小林道生   | 歩兵大佐   | 1923.3.17 - 1924.8.16  | 陸士10期   |                                    | 歩兵第35連隊長                |                  |
| 14         | 大野虎六   | 歩兵中佐   | 1924.8.16 - 1925.5.2   | 陸士11期   | 近衛歩兵第2連隊附                  | 岐阜連隊区司令部附            |                  |
| 15         | 一色留次郎 | 歩兵中佐   | 1925.5.2 - 1928.8.10   | 陸士13期   | 第17師団副官                       | 歩兵第14連隊長                |                  |
| 16         | 平田重三   | 歩兵大佐   | 1928.8.10 - 1930.8.1   | 陸士15期   | 近衛歩兵第1連隊附 武蔵高等学校服務 | 歩兵第5連隊長                 |                  |
| 17         | 若宮一三   | 歩兵大佐   | 1930.8.1 - 1933.8.1    | 陸士16期   | 歩兵第25連隊附 北海道帝国大学服務  | 待命                          |                  |
| 18         | 岡本精一   | 歩兵大佐   | 1933.8.1 - 1934.8.1    | 陸士16期   | 第16師団司令部附                   | 待命                          |                  |
| 19         | 三橋済     | 歩兵大佐   | 1934.8.1 - 1937.3.1    | 陸士19期   | 第7師団司令部附                    | 待命                          |                  |
| 20         | 杉浦英吉   | 歩兵大佐   | 1937.3.1 - 1941.1.31   | 陸士22期   |                                    | 歩兵第117連隊長               |                  |
| 21         | 徳田盛二   | 大佐       | 1941.1.31 - 1941.3.1   | 陸士22期   |                                    |                               |                  |
| 22         | 松元繁     | 大佐       | 1941.3.1 - 1945.3.31   | 陸士24期   |                                    | 岐阜連隊区司令部部員          |                  |
| 23         | 吉田弘     | 陸軍少将   | 1945.3.31 -            | 陸士21期   |                                    |                               | 兼岐阜地区司令官 |